# 罗森塔尔-比拉塔尔
罗森塔尔-比拉塔尔（德語：Rosenthal-Bielatal）是德国萨克森州的一个市镇，隶属于萨克森施韦茨-东厄尔士山县。总面积为46.61平方千米，截至2020年总人口为1585人。